# Große kleine Lügen
Große kleine Lügen ist ein deutscher Fernsehfilm der Frühling-Filmreihe von Thomas Kronthaler, der am 14. Februar 2021 erstmals im ZDF ausgestrahlt wurde.
Der Film erzählt die Geschichte der Dorfhelferin Katja Baumann, gespielt von Simone Thomalla, die Familien in Notsituationen zur Seite steht und gleichzeitig versucht Frühling in die Herzen der Menschen zu tragen. Es ist der 30. Film einer Reihe, in deren Mittelpunkt die Menschen des Ortes mit Namen Frühling stehen.

## Handlung
Pfarrer Sonnleitner will die alte Frau Althammer besuchen, die ihn angerufen hatte, weil sie ihn dringend sprechen wollte. Als er an ihrem Haus ankommt, ist sie gerade gestorben. Er benachrichtigt deren Tochter, Heidrun Niedermayer, die im Haus einen Abschiedsbrief ihrer Mutter findet. Darin beichtet sie, dass sie in ihrer Zeit als Säuglings-Krankenschwester vor 40 Jahren zwei Neugeborene vertauschte. Niedermayer bittet die Dorfhelferin Katja Baumann nach den betroffenen Familien zu suchen und ihnen diese Nachricht beizubringen. Dazu muss Katja die Mütter und ihre Kinder erst mal finden. Zuerst versucht sie Jürgen Fleischmann ausfindig zu machen und verfolgt dessen Spur, seit er sein Zuhause mit 15 verlassen hat. Er soll eine Reiterausbildung gemacht haben, aber niemand weiß, wo er jetzt abgeblieben ist. Katja erhält die Telefonnummer seiner damaligen Freundin, die sie um Rückruf bittet und macht sich auf den Weg zu dem zweiten „Jungen“ und dessen Mutter. Bei Mary Augenthaler, Besitzerin eines Reiterhofes, erfährt Katja, dass ihr Sohn Jacob vor fünf Jahren Selbstmord begangen hatte. Die Dorfhelferin ist ein wenig geschockt, hat aber die Hoffnung, dass sich Frau Augenthaler dann sicher über einen „neuen“ Sohn freuen wird, zumal er ebenfalls eine Liebe zu Pferden entwickelt hat. Als Katja den Rückruf bekommt, ist sie erneut geschockt, denn auch Jürgen lebt, nach einem Autounfall, nicht mehr. Seine Witwe erfährt von dem Kindertausch und versteht nun, warum Jürgen so anders war als seine Geschwister, zu denen er schon langen den Kontakt abgebrochen hatte. Katja ist resigniert, weil sie in beiden Fällen mit ihrer Nachricht zu spät kam. Am nächsten Tag ruft Jürgens Witwe noch einmal bei Katja an, da ihr die Geschichte keine Ruhe lässt und sie würde gern Jürgens biologische Mutter kennenlernen. Nach Rücksprache mit Mary Augenthaler vermittelt Katja den Kontakt der beiden Frauen und Mary ist, trotz ihrer Trauer um Jacob, glücklich, zumal sie nun erfährt sogar ein Enkelkind zu haben.

„Jede Lüge ist wie eine Tür. Man kann sie geschlossen lassen und auf Ewigkeit schweigen. Oder man stößt sie ganz weit auf und dann entdeckt man vielleicht neue, sehr schöne Dinge“

## Nebenhandlung
Jan Steinmann will endlich seinem Sohn nahe bringen, dass er Leukämie hat. Deshalb unternimmt er mit Adrian eine Wanderung, um ihm seine schwere Erkrankung zu beichten. Der Ausflug in den Bergen nimmt allerdings nicht den gewünschten Verlauf, denn Adrian hört kaum zu und schon bald streiten sie sich. Als Jan ihm dann endlich die Wahrheit sagt, rennt Adrian wütend weg, weil er sich auf eine Ausflug eingestellt hatte, den sein Vater mit ihm seinetwegen unternehmen wollte. Nun tut es ihm leid, aber er findet den Weg nicht zurück. Beide irren daraufhin allein in den Bergen umher. Katja alarmiert die Bergwacht, sodass Jan gefunden und in die Klinik gebracht werden kann.

## Hintergrund
Die Episode wurde vom ZDF in Zusammenarbeit mit „Seven Dogs Filmproduktion“ und UFA Fiction produziert und im Rahmen der ZDF-„Herzkino“-Reihe und als 30. Folge der Frühling-Filmreihe ausgestrahlt. Die Dreharbeiten erfolgten vom 23. Juni bis zum 19. August 2020 unter dem Arbeitstitel Vertauscht. Einer der Hauptdrehorte ist auch das „Cafe Huber“ in Bayrischzell und die Kurklinik in Thiersee sowie der See selbst.

## Rezeption

### Kritik
Auf der Internetseite vielleserin.de war zu lesen: „Wahrscheinlich liegt die Herausforderung bei der Episode ‚Frühling – Große kleine Lügen‘ darin, eine ausgewogene Balance zwischen Moral und Unterhaltung zu finden. Tatsächlich sollte man bei diesem Thema nicht zu sehr die Moral hervor kehren, denn dann wird dieser Film von der klassischen Leichtigkeit, die die Reihe sonst ausstrahlt, abweichen.“ Bezüglich der Handlung „stellt sich die Frage, ob man nach so vielen Jahren tatsächlich noch etwas mit dieser Form von Wahrheit erreicht oder ob es nicht viel eher so ist, dass man zwei funktionierende Familien in eine emotionale Krise hineinstürzt.“
Die Kritiker der Fernsehzeitschrift TV Spielfilm vergaben eine mittlere Wertung. (Daumen gerade)

### Einschaltquoten
Bei der Erstausstrahlung am 14. Februar 2021 wurde Große kleine Lügen in Deutschland nur von 6,24 Millionen Zuschauern gesehen, was einem Marktanteil von 17,4 Prozent entsprach.